# Czas wolny

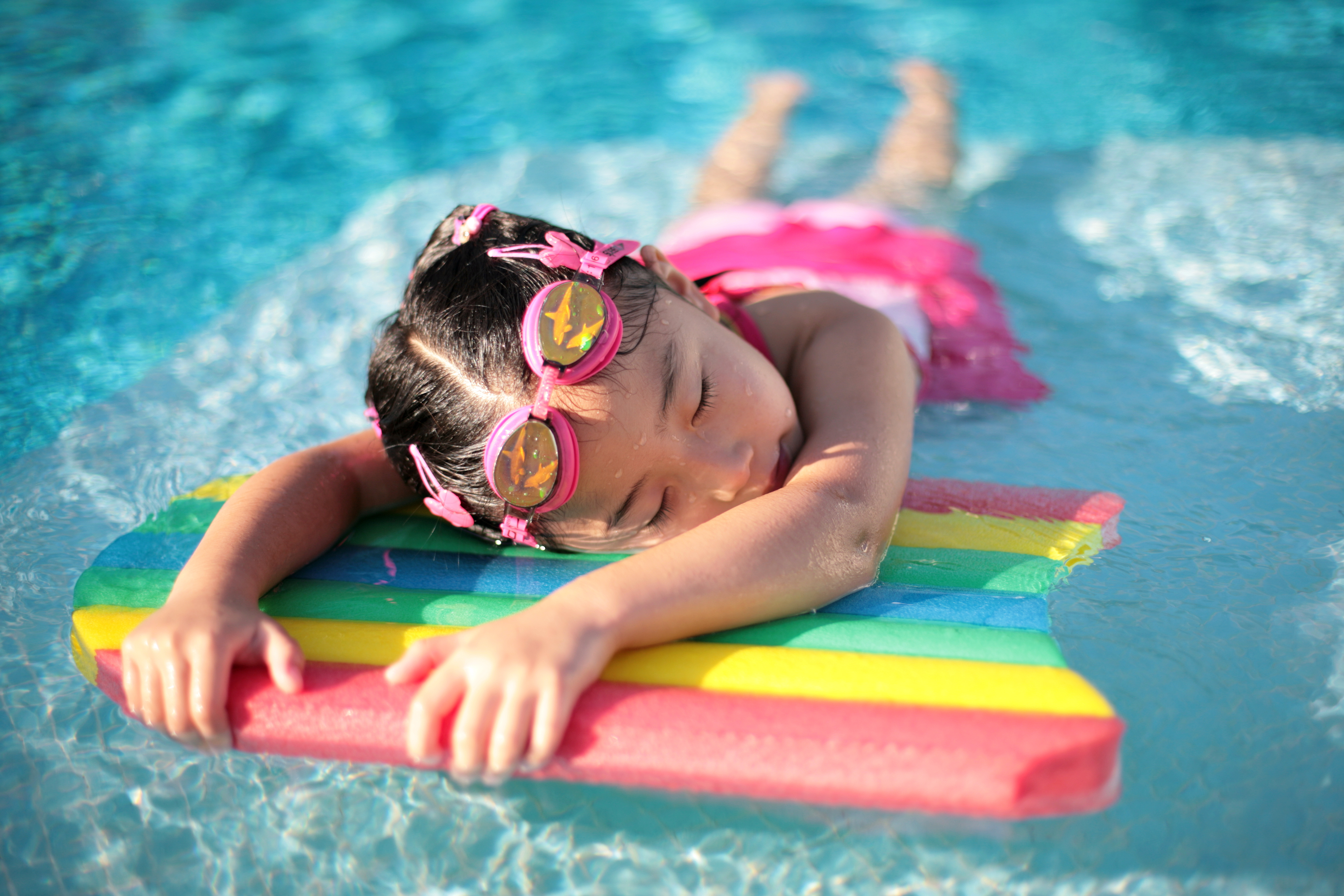
Dziewczynka spędzająca czas na basenie

Czas wolny – okres do dyspozycji organizmu ludzkiego, zaistniały po wykonaniu obowiązków na nim spoczywających, takich jak np. praca, nauka, czy innych elementów życia codziennego, mających na celu rutynowe utrzymanie stanu zdrowia i higieny danego organizmu na należytym poziomie, stanowiący czas, w którym można wykonywać czynności według swego upodobania, związanych z wolnością jednostki, wypoczynkiem, rozrywką i zaspokajaniem potrzeb wynikających z zainteresowań, bądź kultury środowiska społecznego, w którym dany organizm funkcjonuje. 
Czas wolny stał się nieodłącznym elementem składowym człowieczeństwa, wyznaczając fizjologiczny okres regeneracji oraz odpoczynku w trakcie procesu funkcjonowania organizmu ludzkiego, potrzebny mu po wykonaniu narzuconych rzeczy oraz zachowań organizacyjno-porządkowych, społecznych, jak i fizjologicznych, wymaganych przez istnienie procesów życiowych danej istoty ludzkiej. 
Na kształt i okres zaistnienia oraz trwania wolnych chwil mają wpływ czynniki środowiskowe, wynikające z rozwoju społeczno-gospodarczego danego otoczenia, takie jak np.:
- tryb życia, oraz cechy charakteru danej osoby (determinowane poprzez profesję danej osoby, jej poglądy, bądź też sposoby radzenia sobie z problemami, oraz rozwój procesu osiągania różnorakich życiowych celów)
- wychowanie oraz zachowania w stosunku do innych bytów (ożywionych, bądź nie) w ramach panujących reguł współżycia społecznego,
- rozwój cywilizacyjny, stanowiący dorobek kulturowy danej społeczności,
- funkcjonowanie stanu finansów, w tym poziom dobrobytu danej populacji
- obowiązywanie umów bezpośrednich oraz społecznych między jej ustalonymi stronami
- obowiązujące przepisy prawa (wszelkich obowiązujących ram w ramach prawa karnego, cywilnego, podatkowego)
- dominujące w danej grupie społecznej ideologie, nurty i doktryny polityczne, etyczne czy filozoficzne, w tym także prawa człowieka
- fundamentalne poszanowanie wolności obywatelskich

## Geneza
Pojęcie i problem czasu wolnego pojawił się wraz ze społeczeństwem przemysłowym i związaną z nim standaryzacją produkcji. W społeczeństwie tradycyjnym problem ten nie był istotny, gdyż nie rozgraniczano czasu wolnego od czasu pracy. W dużej mierze na pojawienie się tego problemu wpływ miało miejsce wykonywania pracy, różne od miejsca poza pracą, co z kolei wiązało się z przebywaniem w dwóch różnych społecznościach.

## Rodzaje czasu wolnego
W czasie wolnym organizacja i rodzaj zajęć zależy między innymi od:
- preferencji, zainteresowań, przyzwyczajeń danej osoby
- wieku
- rodzaju wykonywanej pracy
- innych obowiązków
- ilości dostępnego czasu (dzień powszedni, weekend, urlop, wakacje)
- możliwości finansowych.

Ze względu na okres, w jakim rozpatrywany jest czas wolny, mówi się o:
- czasie wolnym krótkim – w ciągu jednego dnia;
- czasie wolnym średnim – w ciągu tygodnia;
- czasie wolnym długim – w ciągu roku[2].

Takie rozgraniczenie ma uzasadnienie w przypadku form rekreacyjnych (uprawianych w czasie wolnym), które najczęściej rozpatrywane są w kategoriach dnia, tygodnia, lub sezonu (najczęściej rocznego).
Niemałą rolę w przekazywaniu wzorców spędzania wolnego czasu spełnia rodzina oraz grupa rówieśnicza. Organizacją wolnego czasu dla dzieci i młodzieży zajmują się różnego rodzaju instytucje, stowarzyszenia, organizacje młodzieżowe i społeczne takie jak szkoły, świetlice, biblioteki, kluby osiedlowe, młodzieżowe domy kultury, PTTK, ZHP, TPD, TKKF, zakłady pracy, organizacje chrześcijańskie, np. Ruch Światło-Życie, KSM, młodzieżowe Kluby Opus Dei. Oferują one takie formy zajęć jak koła zainteresowań, zajęcia artystyczne, sportowe, odczyty, wycieczki i inne.
Czas wolny przeznaczany jest zazwyczaj na różnego rodzaju zajęcia rekreacyjne:
- wypoczynek czynny i bierny
- rozrywka
- rozwijanie zainteresowań.

W nauce trwa współcześnie dyskusja, mająca na celu ustalenie, czy czasu wolnego średnio przybywa, czy ubywa, w porównaniu do przeszłości.

## Warunki dobrego odpoczynku
- własne mieszkanie – miejsce, gdzie człowiek czuje się bezpiecznie, posiada możliwość urządzenia go według własnych upodobań
- kontakt z przyrodą – czyste powietrze, przestrzeń, słońce, woda, zieleń
- życzliwość – kultura codziennych kontaktów w rodzinie, zakładzie pracy, w sąsiedztwie i miejscach publicznych, wykluczenie arogancji, nacisków i wymuszeń
- bezpieczeństwo socjalne – posiadanie stabilnej pracy i zarobków
- satysfakcja z dobrze wykonanej pracy